# Hymenostegia pellegrinii
Hymenostegia pellegrinii är en ärtväxtart som först beskrevs av Auguste Jean Baptiste Chevalier, och fick sitt nu gällande namn av J.Leonard. Hymenostegia pellegrinii ingår i släktet Hymenostegia och familjen ärtväxter. Inga underarter finns listade i Catalogue of Life.